# Köpenhamn–Ringsted-banan
Köpenhamn–Ringsted-banan är en höghastighetsjärnväg på sträckan Köpenhamn–Köge–Ringsted på Själland i Danmark. Den öppnades för trafik maj 2019.
Banan har dubbelspår. Den är byggd för en maxhastighet på 250 km/h. Dock har det varit komplikationer med signalsystemet ERTMS som banan skulle ha, framförallt att det inte gått att installera systemet i äldre motorvagnar. Det har inneburit att man väldigt sent beslutat ha det gamla ATC med en maxhastighet på 180 km/h under flera år.

## Bakgrund
Vestbanen mellan Köpenhamn och Ringsted är en flaskhals på det danska järnvägsnätet, och den nya banan ökar kapaciteten, minska restiden och minskar risken för förseningar. Politiskt beslut om att bygga banan togs i oktober 2009 och byggstartsceremoni var 6 september 2012. Trafiköppning för passagerartrafik var 31 maj 2019.

## Stationer
Køge Nord Station ligger 200 meter från en samtidigt byggd station med samma namn på S-togsbanan Køge Bugt-banen. Dessutom finns Ringsteds, København Syd station och Københavns Hovedbanegård, som båda ligger strax bortom respektive ändpunkter på banan.